# Tramagal Sport União
O Tramagal Sport União (abreviado, TSU) é um clube de futebol português sediado na freguesia do Tramagal, no Município de Abrantes, Distrito de Santarém. O clube foi fundado em 1922 e o seu atual presidente é João Serafim.
No âmbito do “Programa das Comemorações do I Centenário” do Tramagal Sport União, o presidente da república, Marcelo Rebelo de Sousa, visitou e se tornou o sócio n.º 1 mil do clube.

## História
O clube foi fundado em 1 de Maio de 1922. Os seus fundadores foram: Manuel Amaro dos Reis, Manuel Dias Pinheiro, João Alves de Jesus, Joaquim Daniel Nunes, Manuel Augusto Baião, António Fernandes Gama, António da Silva Manana, Cândido Paulo, Joaquim Félix, António de Oliveira Mendes, Artur Pinto, Miguel José Salvado e Rufo António Lopes.

## Palmarés
Futebol
- Campeonato Distrital AF Santarém: 6
- Taça Distrital AF Santarém: 4